# Ivanivka (Zatîșșea), Rozdilna
Ivanivka (în ucraineană Іванівка) este un sat în comuna Zatîșșea din raionul Rozdilna, regiunea Odesa, Ucraina.

## Demografie
Componența lingvistică a localității Ivanivka
     Ucraineană (73,17%)
     Română (14,63%)
     Rusă (12,2%)
Conform recensământului din 2001, majoritatea populației localității Ivanivka era vorbitoare de ucraineană (73,17%), existând în minoritate și vorbitori de română (14,63%) și rusă (12,2%).